# Joe Deakin
Joseph Edmund Deakin Deakin, detto Joe (Shelton, 6 febbraio 1876 – Dulwich, 30 giugno 1972), è stato un mezzofondista britannico.

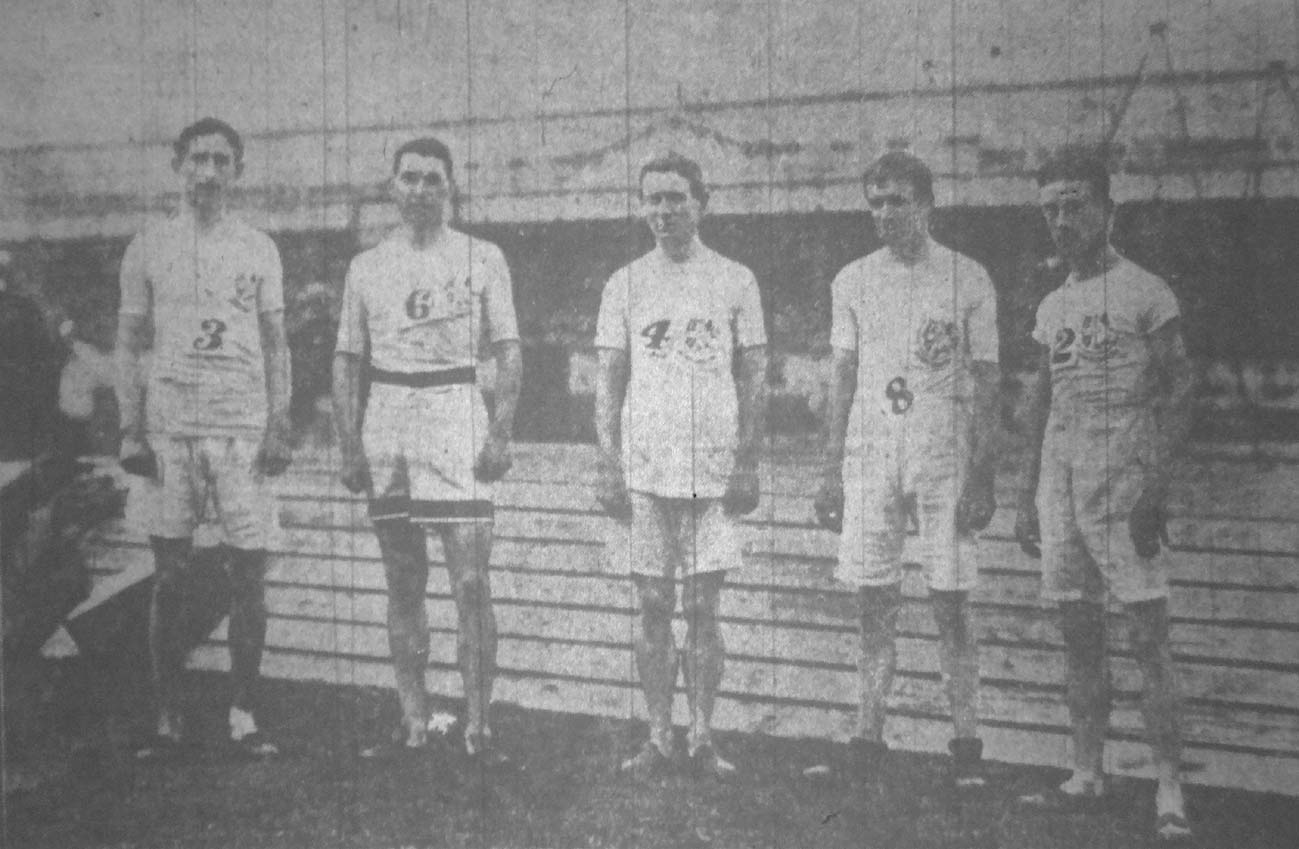
Al centro della squadra

Prese parte ai Giochi olimpici di Londra 1908 conquistando la medaglia d'oro nella 3 miglia a squadre con i connazionali Archie Robertson e William Coales.

## Palmarès
| Anno | Manifestazione  | Sede   | Evento             | Risultato | Prestazione | Note                          |
| ---- | --------------- | ------ | ------------------ | --------- | ----------- | ----------------------------- |
| 1908 | Giochi olimpici | Londra | 1 500 metri        | 6º        | 4'07"9      | Miglior prestazione personale |
| 1908 | Giochi olimpici | Londra | 5 miglia           | batterie  | dnf         |                               |
| 1908 | Giochi olimpici | Londra | 3 miglia a squadre | Oro       | 6 p.        |                               |